# 银毛树
银毛树（学名：Heliotropium foertherianum），別名白水草、水草、山埔姜、山草、銀丹，為紫草科天芥菜屬植物。分布于馬達加斯加、亞洲與大洋洲的熱帶及亞熱帶海岸地區。

## 特徵
一

## 用途
- 為台灣常見的景觀設計及防風林植物。銀毛樹亦具藥用價值，根、莖有清熱、利尿、解毒之效，並能治風濕骨痛。葉有解毒、消腫之效，能治解魚類、貝類中毒。[2]

## 圖片

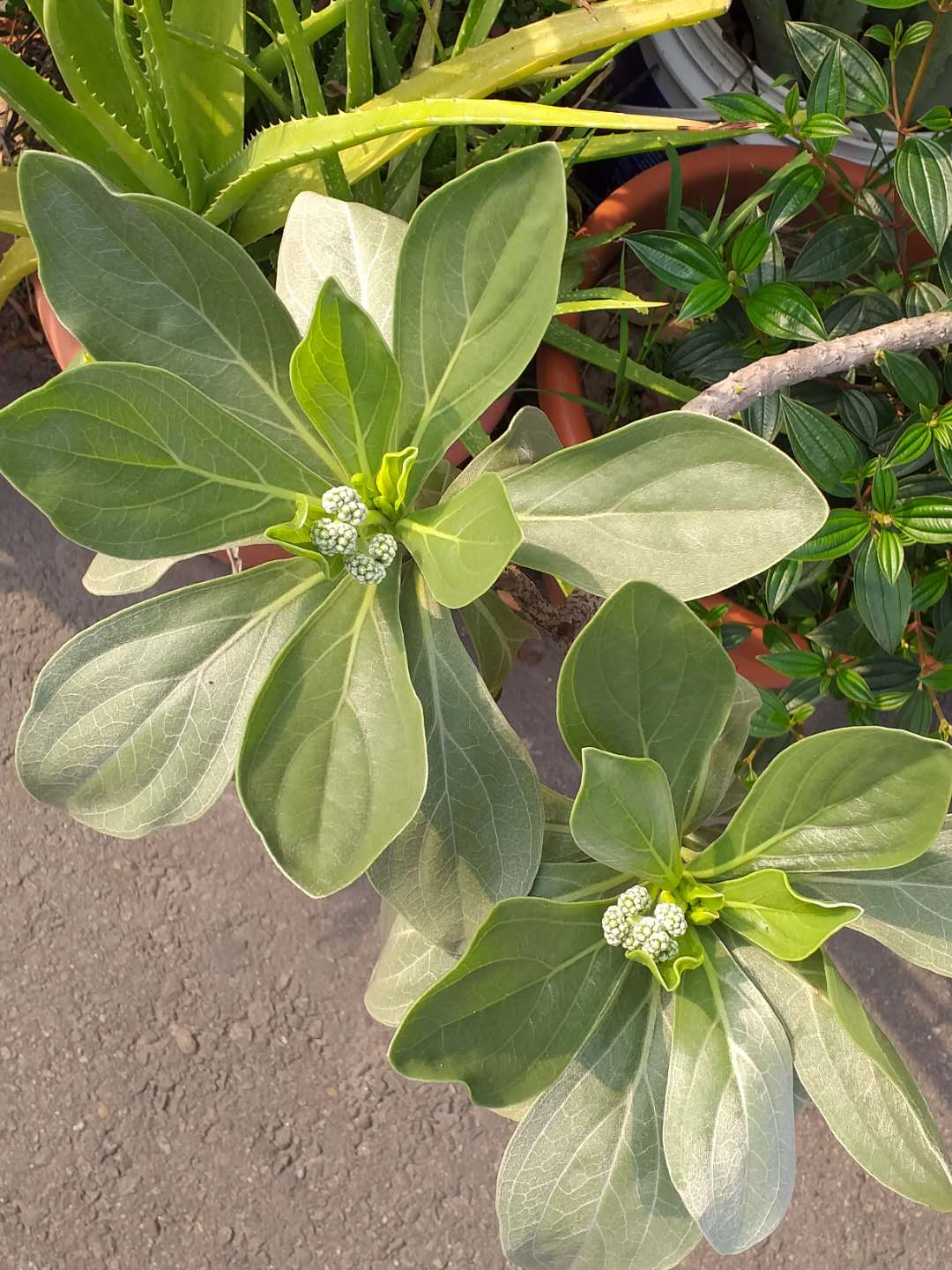
葉序與花序
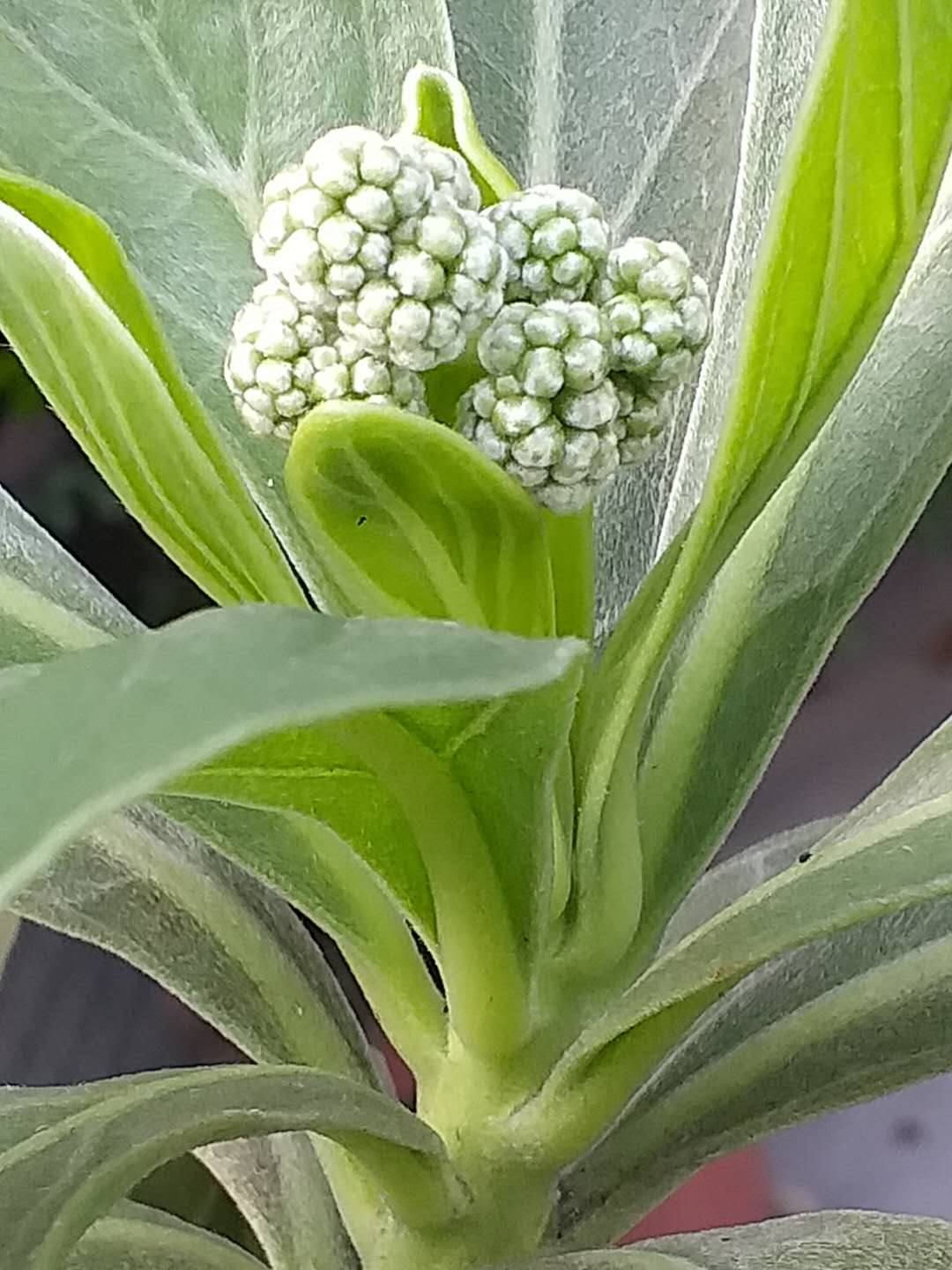
嫩莖、葉片、花序都被有銀白色絨毛
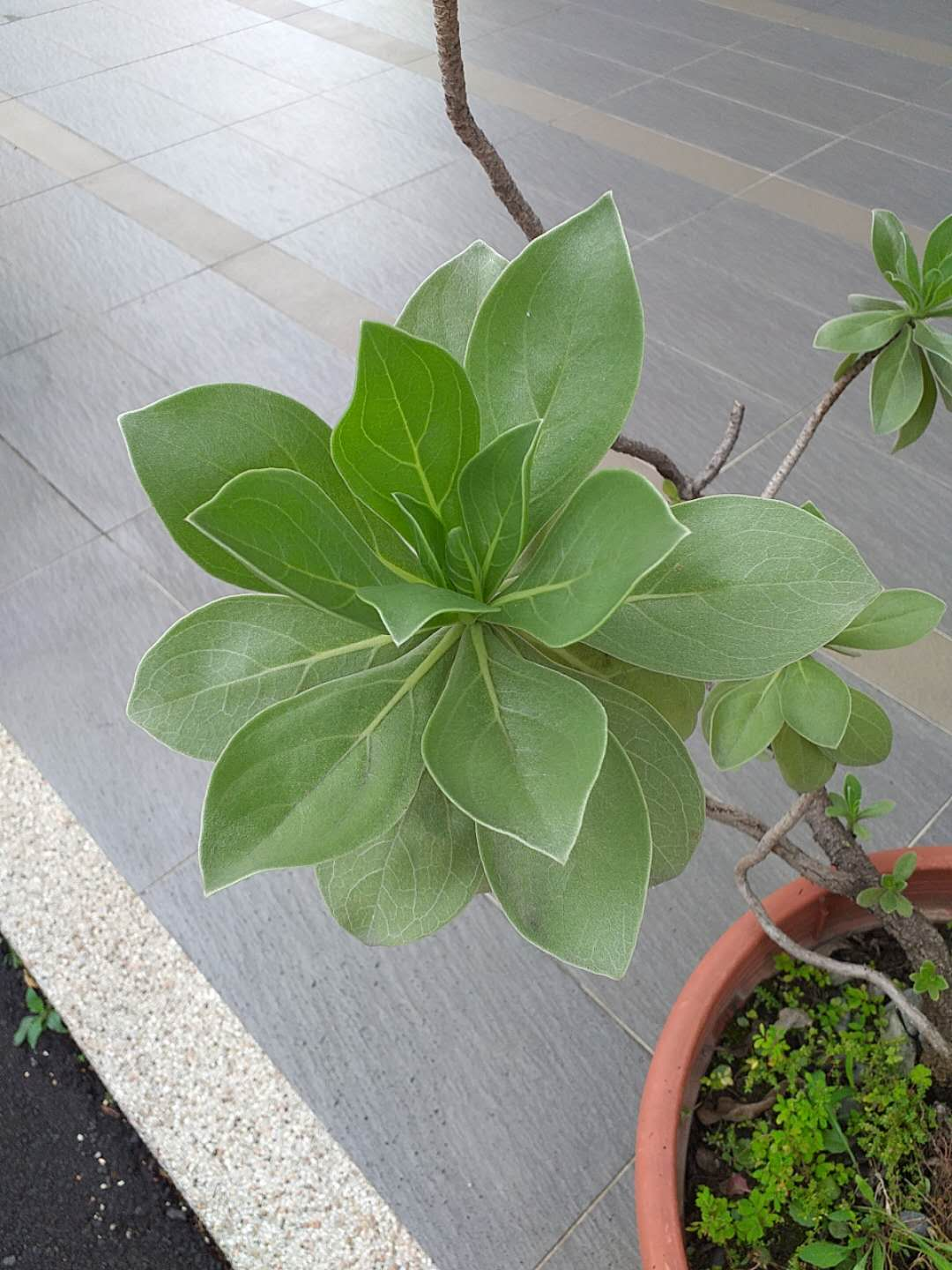
輪生葉序
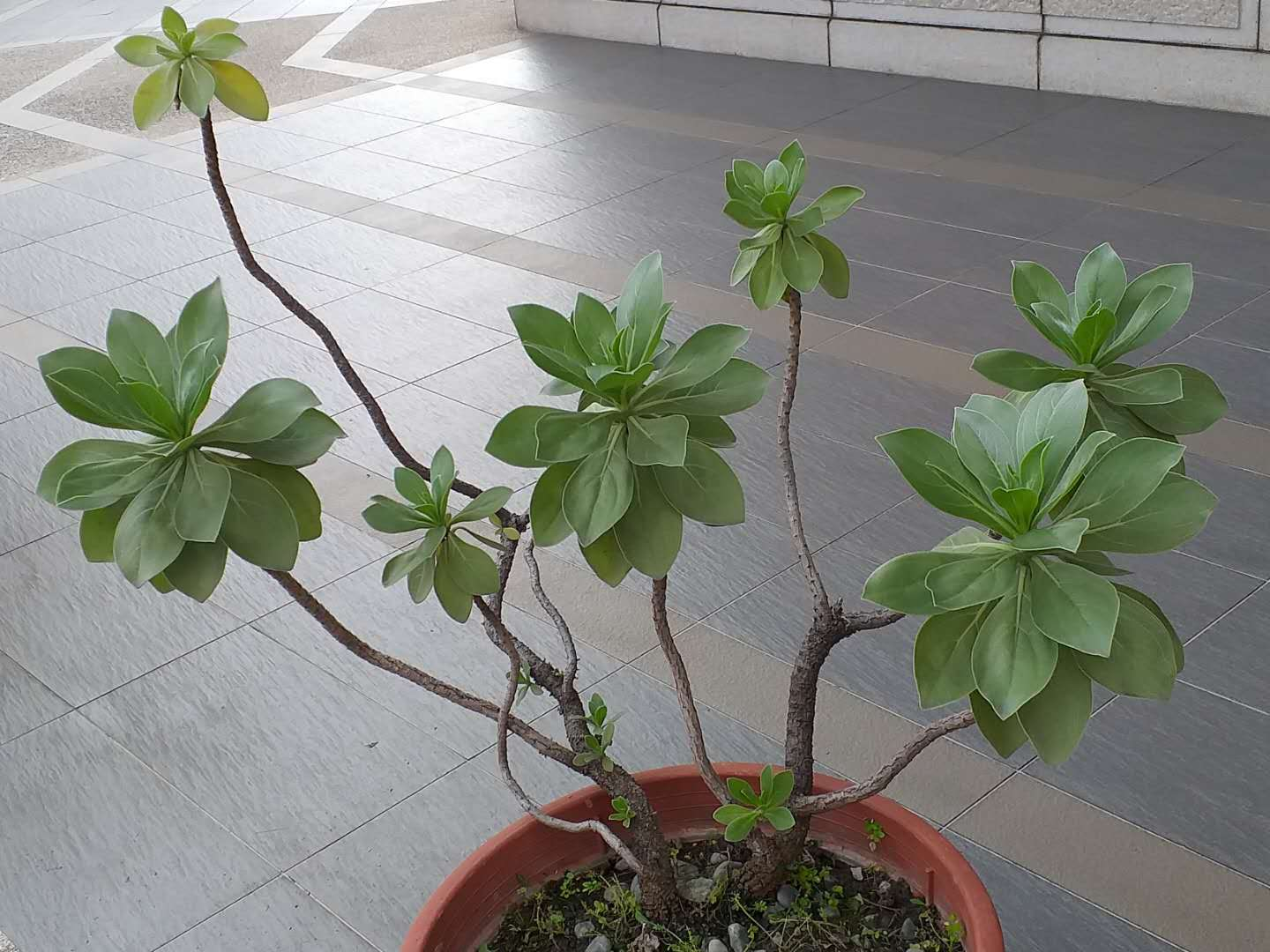
葉頂生於枝端